# 堀口 (横浜市)
堀口（ほりぐち）は、神奈川県横浜市金沢区の地名。「丁目」の設定のない単独町名である。住居表示実施済み区域。

## 地理
金沢区の中央部に位置し、東に長浜、南に西柴、西に能見台東、北西に能見台通、北に富岡東と接している。

### 地価
住宅地の地価は、2025年（令和7年）1月1日の公示地価によれば、堀口8-9の地点で21万円/m²となっている。

## 歴史

### 沿革
- 1939年（昭和14年）7月1日 -  町界町名地番整理事業に伴い、金沢谷津町の一部を分離し、堀口を新設。横浜市磯子区堀口となる[7]。
- 1948年（昭和23年）5月15日 - 行政区の再編に伴い、磯子区の一部から金沢区を新設し、横浜市金沢区堀口となる[8]。
- 1982年（昭和57年）12月1日 - 町界町名地番整理事業に伴い、堀口の一部を新設された能見台三丁目へ編入する[9]。
- 1984年（昭和59年）11月5日 - 住居表示（金沢区富岡西部地区）[10]の実施に伴い、堀口の一部を能見台通へ編入。
- 1986年（昭和61年）7月21日 - 住居表示（金沢区西柴・片吹地区）[11]の実施に伴い、堀口の一部を長浜一丁目、長浜二丁目、西柴一丁目へ編入。片吹、西柴の各一部を堀口に編入。
- 2000年（平成12年）10月23日 - 堀口で住居表示（金沢区堀口地区）[12]を実施し、堀口の一部を長浜一丁目、能見台東へ編入し、長浜の一部を堀口に編入する。

## 世帯数と人口
2025年（令和7年）6月30日現在（横浜市発表）の世帯数と人口は以下の通りである。
| 町丁 | 世帯数  | 人口    |
| ---- | ------- | ------- |
| 堀口 | 644世帯 | 1,243人 |

### 人口の変遷
国勢調査による人口の推移。
| 年                 | 人口  |
| ------------------ | ----- |
| 1995年（平成7年）  | 3,119 |
| 2000年（平成12年） | 4,588 |
| 2005年（平成17年） | 1,445 |
| 2010年（平成22年） | 1,429 |
| 2015年（平成27年） | 1,360 |
| 2020年（令和2年）  | 1,271 |

### 世帯数の変遷
国勢調査による世帯数の推移。
| 年                 | 世帯数 |
| ------------------ | ------ |
| 1995年（平成7年）  | 1,059  |
| 2000年（平成12年） | 1,679  |
| 2005年（平成17年） | 578    |
| 2010年（平成22年） | 585    |
| 2015年（平成27年） | 609    |
| 2020年（令和2年）  | 602    |

## 学区
市立小・中学校に通う場合、学区は以下の通りとなる（2024年11月時点）。
| 番・番地等 | 小学校             | 中学校             |
| ---------- | ------------------ | ------------------ |
| 全域       | 横浜市立西柴小学校 | 横浜市立西柴中学校 |

## 事業所
2021年（令和3年）現在の経済センサス調査による事業所数と従業員数は以下の通りである。
| 町丁 | 事業所数 | 従業員数 |
| ---- | -------- | -------- |
| 堀口 | 16事業所 | 163人    |

### 事業者数の変遷
経済センサスによる事業所数の推移。
| 年                 | 事業者数 |
| ------------------ | -------- |
| 2016年（平成28年） | 15       |
| 2021年（令和3年）  | 16       |

### 従業員数の変遷
経済センサスによる従業員数の推移。
| 年                 | 従業員数 |
| ------------------ | -------- |
| 2016年（平成28年） | 125      |
| 2021年（令和3年）  | 163      |

## 交通
- 国道16号

## 施設
- 金沢警察署 能見台駅前交番

## その他

### 日本郵便
- 郵便番号 : 236-0054[3]（集配局：横浜金沢郵便局[22]）

### 警察
町内の警察の管轄区域は以下の通りである。
| 番・番地等 | 警察署     | 交番・駐在所   |
| ---------- | ---------- | -------------- |
| 全域       | 金沢警察署 | 能見台駅前交番 |